# Andreas Cellarius

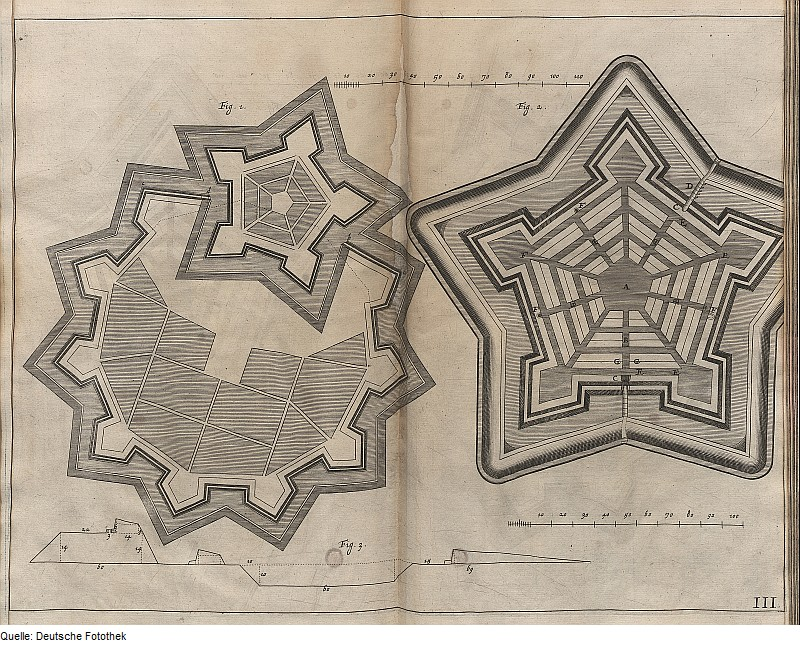
Un’illustrazione del Cellarius tratta dalla sua Architectura Militaris

Andreas Cellarius (Neuhausen, 1596 circa – Hoorn, 1665) è stato un cartografo tedesco-olandese, conosciuto soprattutto per l'opera Harmonia Macrocosmica del 1660, atlante delle stelle pubblicato da Jan Janssonius ad Amsterdam.

## Biografia
Nacque a Neuhausen, vicino Worms, e fu educato a Heidelberg. Protestante, lasciò probabilmente Amsterdam all'inizio della Guerra dei Trent'anni, nel 1618 o nel 1622, quando la città fini in mani cattoliche. Nel 1625 si sposò ad Amsterdam con Catharina Eltmans e vi lavorò come maestro in una scuola di latino. Dopo una breve permanenza a L'Aia, la famiglia si mosse verso Hoorn. Dal 1637 fino alla morte, fu rettore della Scuola di Latino a Hoorn. Scrisse anche di fortificazioni e di Polonia. 
Il piccolo pianeta 12618 Cellarius è stato così battezzato in suo onore.

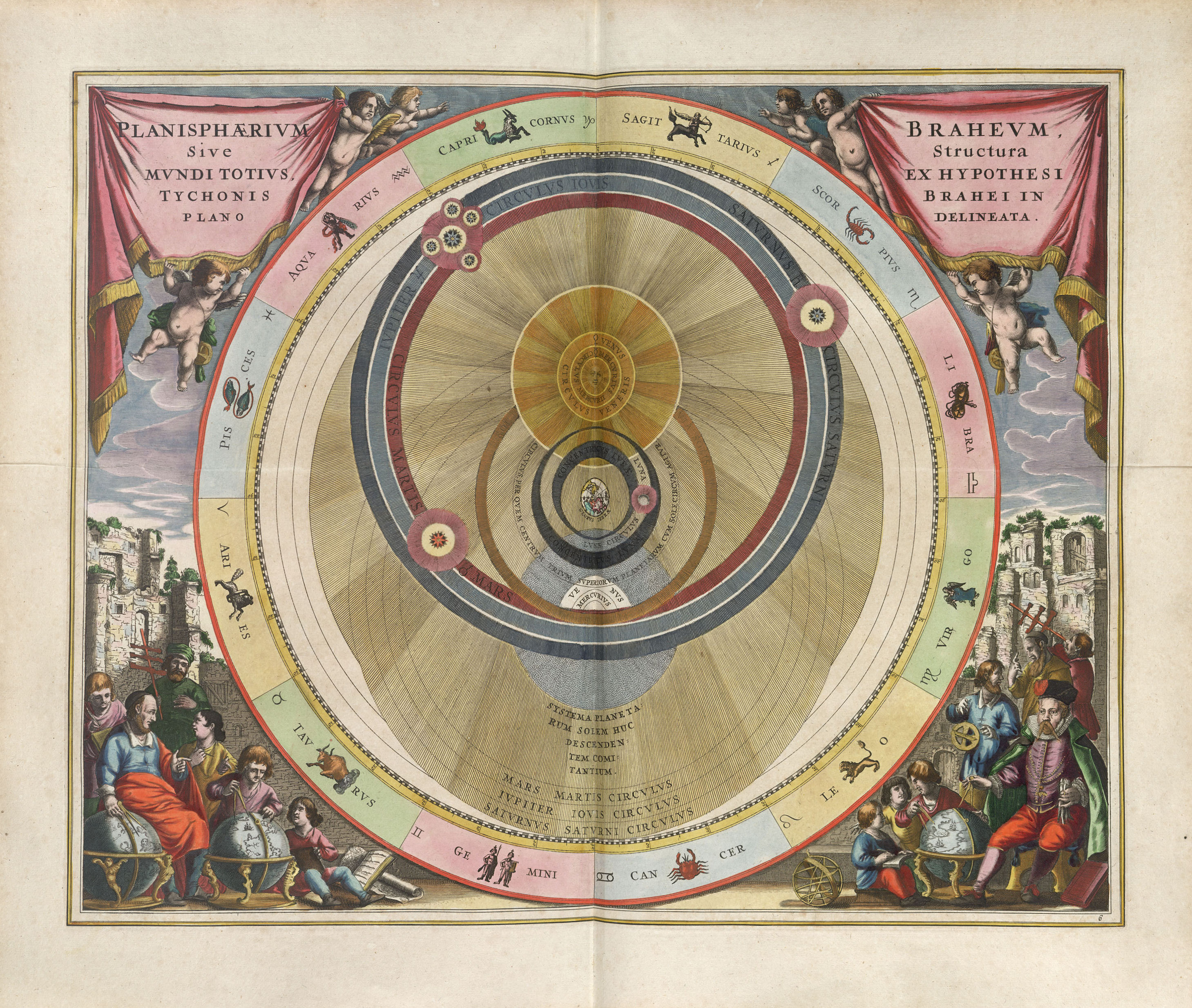
Illustrazione tratta dalla Harmonia macrocosmica: mappa n° 6, cioè PLANISPHÆRIVM BRAHEVM, Sive Structura MVNDI TOTIVS, EX HYPOTHESI TYCHONIS BRAHEI IN PLANO DELINEATA ("Il planisfero di Brahe", ossia la struttura dell'universo secondo l'ipotesi di Tycho Brahe, disegnata in piano)